# Palais Schaesberg

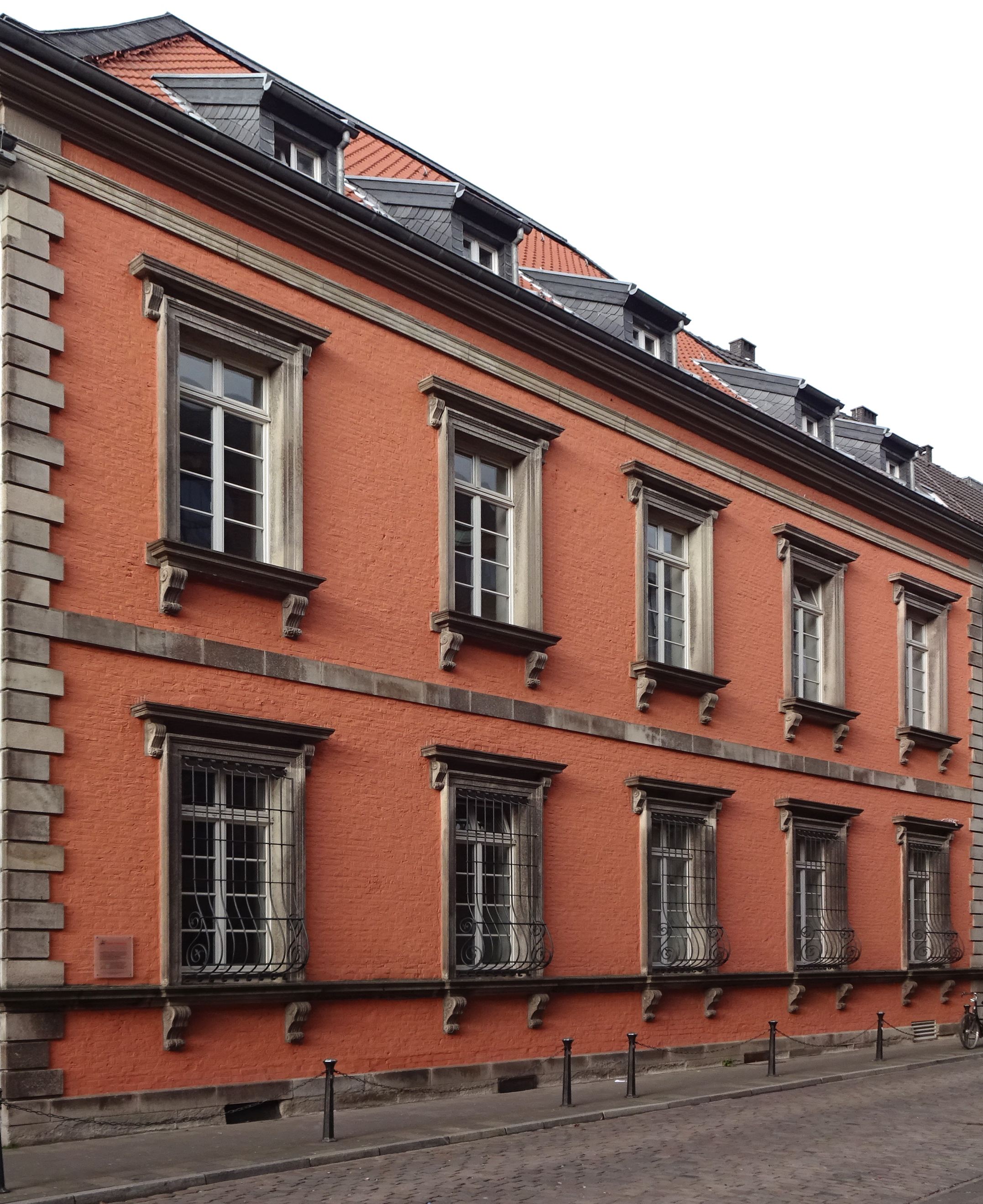
Palais Schaesberg, Ritterstraße 16a

Das Palais Schaesberg in der Ritterstraße 16–16a in Düsseldorf ist ein denkmalgeschützter Bau. Das Gebäude gehört heute zum Komplex des Ursulagymnasiums. Es erinnert mit den „klaren Proportionen und den aufwendig gestalteten Fenstereinfassungen“ an die Fassade des Schlosses Bensberg, des Hauptwerks des Hofarchitekten Matteo Alberti, und wurde diesem zugeschrieben, ehe nach Auswertung von Dokumenten des Schaesberg’schen Archivs Simon Sarto als Architekt identifiziert werden konnte.

## Geschichte

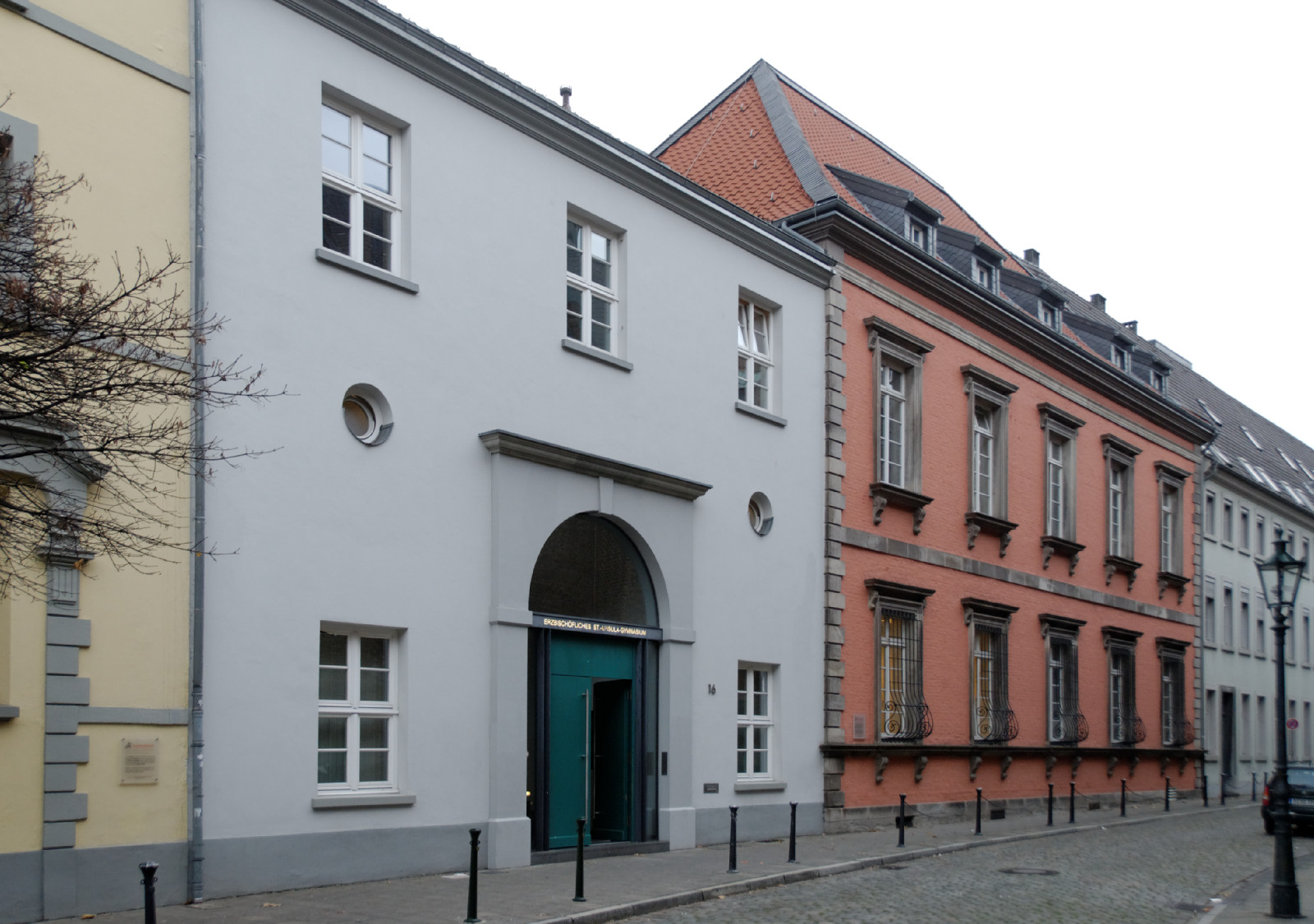
Hauptfassade Ritterstraße 16a mit dem Torhaus Ritterstraße 16

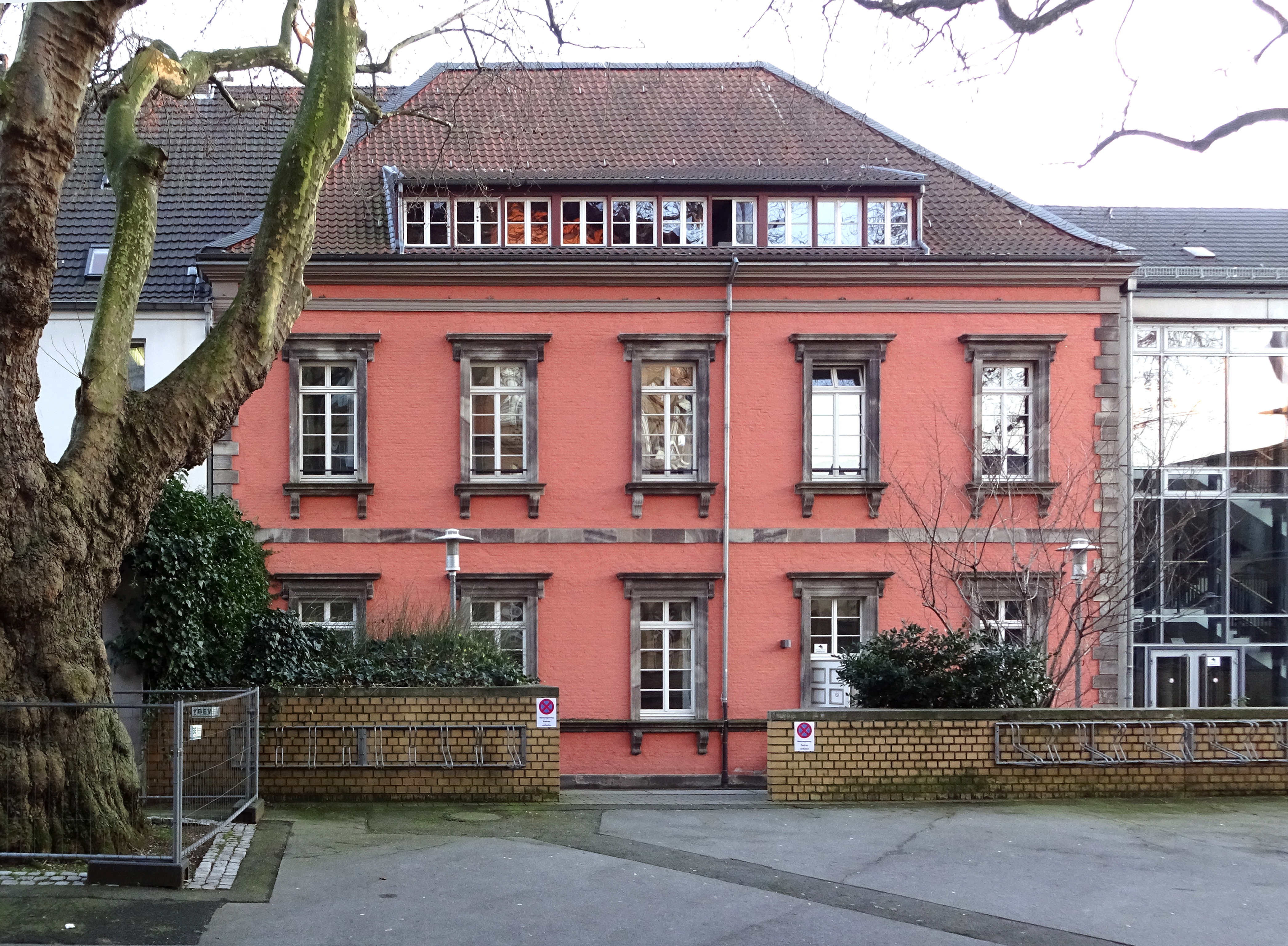
Palais Schaesberg, Hofseite St.-Ursula-Gymnasium

1684 schenkte Kurfürst Johann Wilhelm einen noch weitgehend unbebauten Platz, das Grundstück Nr. 16, an seinen General-Kriegs-Kommissar Friederich Christian Freiherr von Spee. Einen Plan des damaligen Anwesens zeichnete der Architekt Michael Cagnon. Das Grundstück mit Gebäude Nr. 18, später Nr. 16a, wurde 1695 von seiner Witwe von Spee von den Kreuzbrüdern in Düsseldorf gekauft. Über einen weiteren Zwischenbesitzer, der 1696 beide Grundstücke gekauft hatte, war es Anfang des 17. Jahrhunderts inzwischen Eigentum des bergischen Kanzlers Reichsgraf Johann Friedrich von Schaesberg zu Krickenbeck (1663–1723) geworden. Dieser ließ das Palais zwischen 1708 und 1718 von Simon Sarto und seinen Partnern Drianne und Persee, die gleichfalls als „Entreprenneurs“ (Bauunternehmer) für Arbeiten am Schloss Bensberg genannt sind, errichten. Schaesbergs Residenz umfasste dieses Palais, an das sich nördlich noch ein Garten samt Orangerie, Fasanerie und Stallungen anschloss. Nachdem das Palais als Wohnsitz der Familie Schaesberg ab 1786 infolge Verlagerung des Lebensmittelpunktes in die Grafschaft Kerpen und Lommersum mehr und mehr an Bedeutung verloren hatte, wurde es ab 1791 vermietet und am 23. September 1804 an den Herzog Prosper Ludwig von Arenberg verkauft. Bis 1814 wurden später für viele Jahre Sitzungen des Ober-Appellationsgerichts in diesem Palais abgehalten.